# ピアノソナタ第13番 (モーツァルト)
ピアノソナタ第13番 変ロ長調 K. 333 (315c) は、ヴォルフガング・アマデウス・モーツァルトが作曲したピアノソナタ。

## 作曲
かつては1778年夏にパリで作曲されたものと考えられていたが、近年の研究では1783年から1784年、あるいは1783年11月頃にリンツで作曲されたと考えられ、同時期には有名な交響曲第36番 ハ長調 K. 425『リンツ』も作曲されている。そして1784年4月21日にはChristoph Torricellaによって第6番ニ長調 K. 284(205b)（デュルニッツ・ソナタ）とヴァイオリンソナタ第32番 変ロ長調 K. 454とともに「作品7」として出版されている。

## 曲の構成
全3楽章、演奏時間は約23分。
- 第1楽章 アレグロ
変ロ長調、4分の4拍子、ソナタ形式。
お使いのブラウザーでは、音声再生がサポートされていません。音声ファイルをダウンロードをお試しください。
- 第2楽章 アンダンテ・カンタービレ
変ホ長調、4分の3拍子、ソナタ形式。
お使いのブラウザーでは、音声再生がサポートされていません。音声ファイルをダウンロードをお試しください。
- 第3楽章 アレグレット・グラツィオーソ
変ロ長調、2分の2拍子、ロンド形式。
お使いのブラウザーでは、音声再生がサポートされていません。音声ファイルをダウンロードをお試しください。
終盤に「ad libitum」と記されたカデンツァがおかれている。